# Godspeed You! Black Emperor
Godspeed You! Black Emperor (с англ. — «Бог тебе в помощь, Чёрный император!») — канадская пост-рок-группа, возникшая в Монреале, Квебек. Основанный в 1994 году ансамбль стал влиятельным в своём жанре, многие коллективы указывали его как оказавшего влияние на их музыкальное творчество. Ранее группа носила название Godspeed You Black Emperor!, часто используются аббревиатуры GYBE или GY!BE.
Группа никогда не имела вокалиста (как и большинство групп данного жанра). Работая в близком к оркестру масштабе, коллектив из девяти человек известен своим использованием широкого динамического диапазона; необычным использованием инструментов и звуков; удлинёнными композициями, написанными почти классически, состоящими из нескольких частей; и использованием искусства и визуальных образов как в оформлении обложек альбомов, так и в живых выступлениях.
С 2003 года Godspeed находился «в отпуске на неопределённое время», так как участники группы заняты во многих других проектах, однако они ясно говорили, что группа не распалась, ежегодно собираясь для обсуждения возможности продолжить совместную работу. 9 апреля 2010 года группа объявила о воссоединении и в январе 2011 года провела европейское турне.

## История
Коллектив берёт своё название от японского фильма God Speed You! Black Emperor, снятого в 1976 году режиссёром Мицуо Янагимати, в котором повествуется об одном из кланов босодзоку — «Чёрных императорах» (англ. Black Emperors).
Оригинальный состав группы включал гитаристов Ефрима Менюка, Майка Мойа и бас-гитариста Мауро Пецценте. Впервые музыканты собрались, чтобы подыграть своим коллегам из Steak 72. Впоследствии трио дало несколько живых выступлений, прежде чем музыканты решили записать совместный альбом. Кассета, названная All Lights Fucked on the Hairy Amp Drooling, была выпущена в декабре 1994 г. тиражом 33 экземпляра (все они на данный момент считаются утерянными). Альбом увидел свет силами самих участников группы, при записи использовалась четырёхканальная портастудия.

## Участники
- Эфрим Менюк (Efrim Menuck) — гитара, клавишные;
- Майк Мойа (Mike Moya) — гитара;
- Дэвид Брайант (David Bryant) — гитара;
- Мауро Пеценте (Mauro Pezzente) — бас-гитара;
- Тьери Амар (Thierry Amar) — бас-гитара, контрабас;
- Эйдан Гёрт (Aidan Girt) — ударные, перкуссия;
- Брюс Коудрон (Bruce Cawdron) — ударные, перкуссия, клавишные;
- Софи Трюдо (Sophie Trudeau) — скрипка;
- Карл Лемьё (Karl Lemieux) — работа с проектором.

### Бывшие участники
- Джеймс Шо (James Chau) — гитара,
- Норсола Джонсон (Norsola Johnson) — виолончель,
- Роджер Телльер-Крейг (Roger-Tellier Craig) — гитара,
- Грег Эстеп (Greg Estep) — флейта Пана,
- Грейсон Уокер[7] (Grayson Walker) — аккордеон,
- Ти Прэтт (Thea Pratt) — валторна,
- Джон Литтлфэйр (John Littlefair) — работа с проектором,
- Флаффи Эрскин (Fluffy Erskine) — работа с проектором.

## Дискография

### Студийные альбомы
- F♯A♯∞ (1997)
- Lift Your Skinny Fists Like Antennas to Heaven (2000), также известный как Levez Vos Skinny Fists Comme Antennas to Heaven
- Yanqui U.X.O. (2002)
- 'Allelujah! Don't Bend! Ascend! (2012)
- Asunder, Sweet and Other Distress (2015)
- Luciferian Towers (2017)
- G d’s Pee AT STATE’S END! (2021)
- NoTitle as of 13 February 2024 28,340 Dead (2024)

### EP
- Slow Riot for New Zerø Kanada (1999)

## Смежные проекты
- 1-Speed Bike (aka Bottleskup Flenkenkenmike)
- Bakunin's Bum
- Balai Mécanique
- Black Ox Orkestar
- Esmerine
- Et Sans
- Exhaust
- Fly Pan Am
- 'Gypt Gore
- HṚṢṬA
- The Lonesome Hanks
- The Mile End Ladies String Auxiliary
- Molasses
- Set Fire to Flames
- Sam Shalabi
- Shalabi Effect
- A Silver Mt. Zion
- Valley of the Giants